# Inés Mónica Weinberg de Roca

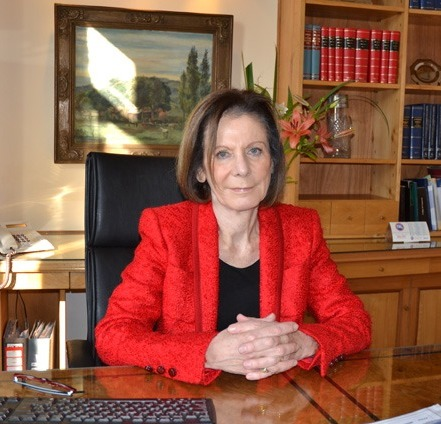
Chánh án Inés Mónica Weinberg de Roca

Chánh án Inés Mónica Weinberg de Roca (nhũ danh Inés Mónica Weinberg) là một Chánh án người Argentina của Tòa án tối cao thành phố Buenos Aires và là Thẩm phán của Tòa án phúc thẩm Liên Hợp Quốc tại thành phố New York. Bà được sinh ra ở Buenos Aires, Argentina vào ngày 16 tháng 12 năm 1948.
Từ 2003 đến 2008, bà là Thẩm phán của Toà án Hình sự Quốc tế tại Rwanda, làm việc tại Phòng Kháng cáo chung của ICTR và Tòa án Hình sự Quốc tế về Nam Tư cũ ở The Hague từ 2003 đến 2005, và tại phòng xét xử ở Arusha, Tanzania từ năm 2005 đến 2008.
Trước khi trở thành Thẩm phán quốc tế, Công lý Weinberg de Roca là một luật sư. Sau đó, bà trở thành một Thẩm phán Dân sự, và sau đó là Thẩm phán Kháng cáo tại Tòa án Hành chính của Buenos Aires. Weinberg de Roca cũng là một giáo sư luật quốc tế tư nhân tại Đại học Buenos Aires (UBA) và tại Đại học Argentina de la SDK (UADE).

## Đời tư và giáo dục
Inés Mónica Weinberg de Roca được sinh ra trong một tầng lớp trung lưu, gia đình Do Thái người Đức ở Buenos Aires. Cha mẹ cô đã trốn khỏi Đức vào đầu những năm 1930 vì chủ nghĩa quốc xã, mặc dù không ai trong số họ là người Do Thái.
Bà đã học tại trường St Peter's, một trường học tiếng Anh ở vùng ngoại ô phía bắc thủ đô Buenos Aires. Bà có bằng luật của Đại học Buenos Aires và Tiến sĩ Luật từ Đại học Quốc gia La Plata, Argentina. Luận án tiến sĩ của cô đã được đề cử vào Premio Facultad (Giải thưởng của Khoa). Các giám khảo đã phê chuẩn nó với lời phê xuất sắc magna cum laude.
Weinberg de Roca là một nhà nghiên cứu về Luật quốc tế tư nhân tại Viện Max-Planck của Hamburg, Đức (1972-1973).
Bà nói được tiếng Tây Ban Nha, tiếng Anh, tiếng Đức và tiếng Pháp.

## Luật sư và Thẩm phán
Inés Mónica Weinberg de Roca làm luật sư độc lập ở Buenos Aires, trước khi được bổ nhiệm làm thẩm phán dân sự ở Buenos Aires vào năm 1993.
Năm 2000, bà được chọn làm thẩm phán kháng cáo tại Tòa án Hành chính và Thuế mới được thành lập (Tribunales Contencioso Ad hànhativos y Tribututions).
Vào năm 2013, Weinberg de Roca đã được bổ nhiệm làm Chánh án tại Tòa án Tối cao của Buenos Aires.

## Sự nghiệp quốc tế
Chánh án Inés Mónica Weinberg de Roca từng là Cố vấn về Luật quốc tế tại Bộ Ngoại giao Argentina. Bà đại diện cho Argentina tại các hội thảo và hội nghị chuyên đề khác nhau và là đại diện của Argentina tại Viện Quốc tế về Thống nhất Luật tư nhân.
Năm 2002, Argentina đã bổ nhiệm Inés Mónica Weinberg de Roca làm ứng cử viên cho Tòa án Hình sự Quốc tế cho Rwanda (ICTR). Bà đã giành chiến thắng trong cuộc bầu cử đó, được tổ chức tại Đại hội đồng Liên Hợp Quốc vào tháng 1/2003.
Vào ngày 26 tháng 5 năm 2003, Justice Inés Weinberg de Roca tuyên thệ nhậm chức Chánh án của ICTR, có trụ sở tại Arusha, Tanzania.
Vì ICTR có hai đại diện tại Phòng Kháng cáo chung (cùng với Toà án Hình sự Quốc tế cho Nam Tư cũ (ICTY)), Chánh án Weinberg de Roca được chỉ định là thành viên của Phòng Kháng cáo vào ngày 4 tháng 6 năm 2003, và do đó, bà trở thành một Chánh án thường trực của ICTY, có trụ sở tại The Hague, Hà Lan.
Vào mùa thu năm 2005, Tư pháp Inés Weinberg de Roca đã chuyển trở lại ICTR và là Chánh án trong các phiên tòa xét xử Protais Zigiranyirazo, hay còn gọi là Mr. Zoi và Simon Bikindi. Vào tháng 12 năm 2008, cô đã đưa ra các bản án trong các vụ kiện chống lại Simon Bikindi và Protais Zigiranyirazo.
Năm 2009, Đại hội đồng Liên Hợp Quốc đã chỉ định Chánh án Weinberg de Roca làm thẩm phán tại Tòa phúc thẩm Liên Hợp Quốc cho giai đoạn 2009-2016. Bà là Chủ tịch của Toà án đầu tiên (2009-2010). 